# Pickersgill-Inseln
Die Pickersgill-Inseln sind eine Inselgruppe aus drei Inseln im Archipel Südgeorgiens im Südatlantik. Sie liegen etwa 15 km vor der Südküste Südgeorgiens und rund 25 km südöstlich von Annenkov Island.
Entdeckt wurden sie 1819 bei der ersten russischen Antarktisexpedition (1819–1821) unter Fabian Gottlieb von Bellingshausen. Dieser nahm irrtümlich an, die 1775 von James Cook entdeckte und nach Richard Pickersgill (1749–1779), einem Leutnant der Resolution, benannte Insel wiederentdeckt zu haben, und kartierte die größte Insel der Gruppe unter diesem Namen. Bei der von James Cook so benannten Insel handelte es sich allerdings um die von Bellinghausen 1819 Annenkov Island getaufte Insel. In der Folgezeit haben sich die heute gültigen Benennungen für die von Bellingshausen entdeckte Inselgruppe bzw. für die von Cook entdeckte Insel durchgesetzt.